# Bascons
Bascons település Franciaországban, Landes megyében. Lakosainak száma 868 fő (2022. január 1.). Bascons Artassenx, Bretagne-de-Marsan, Grenade-sur-l’Adour, Laglorieuse, Maurrin, Mazerolles és Saint-Maurice-sur-Adour községekkel határos.

## Népesség
A település népességének változása:
| Lakosok száma | 620  | 673  | 823  | 941  | 895  | 872  | 845  | 831  | 843  | 868  |
|               | 1968 | 1982 | 1990 | 2006 | 2013 | 2015 | 2017 | 2019 | 2020 | 2022 |